# Associazione Polisportiva Trani 1963-1964
Questa voce raccoglie le informazioni riguardanti l'Associazione Polisportiva Trani nelle competizioni ufficiali della stagione 1963-1964.

## Rosa
| N. |                   | Ruolo | Calciatore          |
| -- | ----------------- | ----- | ------------------- |
|    | Italia (bandiera) | D     | Luigi Alba          |
|    | Italia (bandiera) | A     | Francesco Arfuso    |
|    | Italia (bandiera) | C     | Alberto Bazzarini   |
|    | Italia (bandiera) | C     | Filippo Bitetto     |
|    | Italia (bandiera) | A     | Giacomo Cosmano     |
|    | Italia (bandiera) | D     | Alberto Crivellenti |
|    | Italia (bandiera) |       | Degni               |
|    | Italia (bandiera) | D     | Michele D'Elia      |
|    | Italia (bandiera) |       | Di Tommaso          |
|    | Italia (bandiera) | D     | Vincenzo Ferrante   |

| N. |                   | Ruolo | Calciatore             |
| -- | ----------------- | ----- | ---------------------- |
|    | Italia (bandiera) | A     | Giuseppe Franzò        |
|    | Italia (bandiera) | C     | Franco Gerli           |
|    | Italia (bandiera) | C     | Giovanni Guardavaccaro |
|    | Italia (bandiera) | P     | Domenico Lamia Caputo  |
|    | Italia (bandiera) | C     | Angelo Maccagni        |
|    | Italia (bandiera) | A     | Vincenzo Morganelli    |
|    | Italia (bandiera) | D     | Giuseppe Pappalettera  |
|    | Italia (bandiera) | D     | Leonardo Pignataro     |
|    | Italia (bandiera) |       | Francesco Serlenga     |